# Il frappatore
Il frappatore (originariamente intitolata Tonin bella grazia) è un'opera teatrale in prosa in tre atti di Carlo Goldoni scritta in tre settimane a Livorno nel luglio del 1745 per insistenza di Cesare D'Arbes (il Pantalone della compagnia Medebach), quando il commediografo veneziano aveva deciso di abbandonare il teatro per dedicarsi esclusivamente alla professione legale (per questo la definì commedia fatale). In origine non tutte le parti erano scritte per intero. Fu messa in scena per la prima volta nel 1745 a Livorno, mentre a Venezia fu rappresentata nel 1748, con scarso successo.

## Trama
Roma. Tonin, veneziano, è un uomo semplice che viene raggirato da Ottavio, uomo di malaffare. Ottavio troverà la punizione finale.

## Poetica
Gli intenti morali dell'autore sono esplicitati dalla battuta finale di Fabrizio, rivolto a Tonin: Il cielo vi ha liberato da un assassino; e da quello che gli è succeduto, e dal fine che a lui sovrasta, imparate a seguire l’onestà e la virtù, e a detestare perpetuamente il vizio, gl'inganni ed il mal costume.
Scrisse l'autore nella prefazione all'edizione a stampa della commedia: Siccome fu la Commedia da me composta per compiacere con tal carattere sciocco un bravo comico Veneziano, eccellente in simili caricature, non ho pensato che a soddisfarlo. Parmi ancor di vedere il sopraddetto Comico valoroso, venuto a posta da Livorno a trovarmi; mi par di vederlo dinanzi al mio tavolino, battersi colle mani la sua pingue rotonda pancia, dimenare graziosamente il capo, dirmi cento ragioni per contentarlo, e con un bellissimo lazzo comico mettermi alquanti zecchini sotto di un libro, mostrando volerlo fare che non vedessi, dopo che era sicuro che io li aveva veduti. Mi piacque la sua franchezza, non mi dispiacque l’anticipato danaro, il genio comico mi bolliva in testa, e anch'io ho saputo fare i miei lazzi per far valere il mio sì. Ma questo sì accordato allora, mi ha poi condotto ad impegni novelli, ed è accaduto ciò che altre volte in altre mie prefazioni ho narrato.